# Losal
Losal là một thành phố và khu đô thị của quận Sikar thuộc bang Rajasthan, Ấn Độ.

## Địa lý
Losal có vị trí 27°24′B 74°55′Đ / 27,4°B 74,92°Đ Nó có độ cao trung bình là 410 mét (1345 feet).

## Nhân khẩu
Theo điều tra dân số năm 2001 của Ấn Độ, Losal có dân số 25.355 người. Phái nam chiếm 50% tổng số dân và phái nữ chiếm 50%. Losal có tỷ lệ 56% biết đọc biết viết, thấp hơn tỷ lệ trung bình toàn quốc là 59,5%: tỷ lệ cho phái nam là 68%, và tỷ lệ cho phái nữ là 44%. Tại Losal, 19% dân số nhỏ hơn 6 tuổi.